# To (kana)
To (romanização do hiragana と ou katakana ト) é um dos kana japoneses que representam um mora. No sistema moderno da ordem alfabética japonesa (Gojūon), ele ocupa a 20ª posição do alfabeto, entre Te e Na.
O caractere pode ser combinado a um dakuten, para formar o ど em hiragana, ド em katakana e do em romaji.
| Forma                        | Romaji          | Hiragana                     | Katakana                     |
| ---------------------------- | --------------- | ---------------------------- | ---------------------------- |
| t- (た行 ta-gyō)             | to              | と                           | ト                           |
| t- (た行 ta-gyō)             | tou too tō, toh | とう, (とぅ) とお, とぉ とー | トウ, (トゥ) トオ, トォ トー |
| Com dakuten d- (だ行 da-gyō) | do              | ど                           | ド                           |
| Com dakuten d- (だ行 da-gyō) | dou doo dō, doh | どう, (どぅ) どお, どぉ どー | ドウ, (ドゥ) ドオ, ドォ ドー |

| twa     | とぁ   | トァ   |
| twi     | とぃ   | トィ   |
| tu, twu | とぅ   | トゥ   |
| twe     | とぇ   | トェ   |
| (two)   | (とぉ) | (トォ) |

| dwa     | どぁ   | ドァ   |
| dwi     | どぃ   | ドィ   |
| du, dwu | どぅ   | ドゥ   |
| dwe     | どぇ   | ドェ   |
| (dwo)   | (どぉ) | (ドォ) |

## Formas alternativas
No Braile japonês, と ou ト são representados como:
| － | ●  |
| ●  | ●  |
| ●  | － |

O Código Morse para と ou ト é: ・・－・・

## Traços

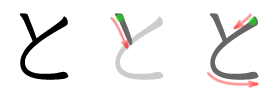
Seqüência de traços para escrita do と

Seqüência de traços para escrita do ト